# Stazione di Ishibashi Handai-mae
La stazione di Ishibashi Handai-mae (石橋阪大前駅?, Ishibashi Handai-mae-eki) è una stazione delle Ferrovie Hankyū che funge da interscambio fra le linee Takarazuka e Minoo. Vista la vicinanza al campus di Toyonaka dell'Università di Osaka, molti dei suoi frequentatori sono studenti, e per questo tutto il circondario della stazione è particolarmente vivace, con diversi negozi, bar e locali per karaoke.
Il nome Ishibashi in giapponese significa ponte di pietra, situato un tempo nella zona nord della stazione, e ora sostituito da un ponte dal colore rosso. Il suffisso "Handai-mae" indica la vicinanza del campus di Toyonaka dell'Università di Osaka, ed è stato inserito nel nome della stazione per rafforzare l'identità a servizio del campus e come luogo a misura degli studenti nel 2019.